# Yacimiento de Las Higueruelas
El yacimiento de Las Higueruelas es un yacimiento paleontológico de hace unos tres millones de años, del Villafranquiense inferior (Plioceno Superior), ubicado en Alcolea de Calatrava (Ciudad Real, España). Se caracteriza por los abundantes restos fósiles de mastodontes, gacelas, ciervos, caballos, rinocerontes, hienas, guepardos, aves, tortugas gigantes, anfibios y peces. El yacimiento se encuentra en los sedimentos que rellenan un antiguo maar, laguna formada en el interior del cráter producido por una erupción freatomagmática en el ámbito de la región volcánica del Campo de Calatrava.
El yacimiento de Las Higueruelas es considerado como uno de los más significativos del Villafranquiense inferior español, junto a los de Villarroya en La Rioja y Rincón-1 en Albacete, aunque Rincón-1 es algo más reciente.
En diciembre de 1988 se inició el expediente de declaración de Bien de Interés Cultural en la categoría de «zona arqueológica», y se realizó la anotación preventiva en el registro de Bienes de Interés Cultural con el código «ARI-55-0000236», pendiente aún de concluir el trámite, pero ya protegido por la Ley de Patrimonio Histórico Español de 1985. Por otro lado, está propuesto como «Lugar de interés geológico español de relevancia internacional» (Global Geosite) por el Instituto Geológico y Minero de España, con la denominación «VP-013: Las Higueruelas», dentro de la categoría «yacimientos de vertebrados del Plioceno-Pleistoceno español».

## Geología
Los sedimentos en los que se encuentra el yacimiento están rellenando una depresión de origen volcánico, bordeada por materiales calcáreos del Plioceno Inferior y cubierta en parte por materiales procedentes de los volcanes aledaños Juan de la Puerta (al sur del yacimiento) y Cabezo del Moro (al este), muy próximos entre sí.
Los niveles inferiores del relleno de la depresión son calizas tobáceas del Plioceno Inferior, que engloban materiales vulcanoclásticos. Tienen una amplia distribución, aunque irregular y discontinua. Están limitados por depósitos vulcanosedimentarios y los relieves paleozoicos circundantes. Este tipo de materiales, ligado a los depósitos freatomagmáticos, son frecuentes en la zona.
Sobre los niveles anteriores se superponen depósitos vulcanoclásticos de origen freatomagmático, datados en 4,4 millones de años.
La sucesión estratigráfica continúa con calizas tobáceas con ostrácodos, correspondientes a la sedimentación en un ambiente de margen lagunar salino con desecaciones.
Intercalándose en esta unidad carbonatada se encuentran los depósitos detríticos de microconglomerados, con cantos de origen volcánico y metamórfico, arenas y arcillas que contienen los restos fósiles de vertebrados. La parte excavada del yacimiento consta de una sucesión de 4,5 metros de potencia formada por una alternancia de sedimentos detríticos y carbonáticos que corresponderían a la formación intermitente de deltas aluviales en la laguna. Los restos fósiles son abundantes en los tramos basales, más abundantes en los intermedios y escasos en los superiores. Los fragmentos volcánicos incluidos en estos tramos proceden del volcán de La Cabezuela, situado al oeste del yacimiento, no de los dos volcanes más próximos (Juan de la Puerta y Cabezo del Moro).
Hacia el sur, la sucesión está cubierta por coladas basálticas del volcán Juan de la Puerta, datadas en 3,18 millones de años.

## Paleontología

### Sistemática
Relación de los taxones identificados en el yacimiento:

#### Plantas
- Quenopodiáceas
- Cistáceas

#### Anfibios
- Anuros: rana común (Pelophylax perezi), sapo de especie indeterminada (Bufo sp.), sapo de espuelas (Pelobates cultripes)
- Caudados: gallipato (Pleurodeles waltl)

#### Reptiles
- Quelonios: Tortuga terrestre gigante (Geochelone bolivari), galápago leproso (Mauremys leprosa)
- Escamosos: culebras de especie indeterminada (Coluber sp. y Telescopus sp.), culebra viperina (Natrix cf. maura), víbora de especie indeterminada (Vipera sp.) y culebrilla ciega de especie indeterminada (Blanus sp.)

#### Aves
- Podicipediformes: zampullín cuellirrojo (Podiceps auritus) y zampullín cuellinegro (P. nigricollis)
- Pelecaniformes: garza real (Ardea cinerea), martinete común (Nycticorax nycticorax), avetorillo común (Ixobrychus minutus), morito común (Plegadis falcinellus)
- Anseriformes: cisne cantor (Cygnus cygnus), ganso de especie indeterminada (cf. Anser sp.), tardona de especie indeterminada (Tadorna sp.), cerceta pardilla (Marmaronetta angustirostris), porrón bastardo (Aythya marila), serreta chica (Mergus albellus), malvasía común (Oxyura leucocephala)
- Galliformes: Plioperdix sp. / Palaeocryptonyx sp.
- Gruiformes: guion de codornices (Crex crex)
- Charadriiformes: andarríos chico (Actitis hypoleucos)
- Pterocliformes: ganga ibérica (Pterocles alchata)
- Columbiformes: paloma de especie indeterminada (Columba sp.)
- Passeriformes: bisbita común (Anthus pratensis), zorzal alirrojo (Turdus iliacus), escribano cerillo (Emberiza citrinella), gorrión de especie indeterminada (Passer sp.), grajilla (Corvus monedula) y Corvus cf. antecorax

#### Mamíferos

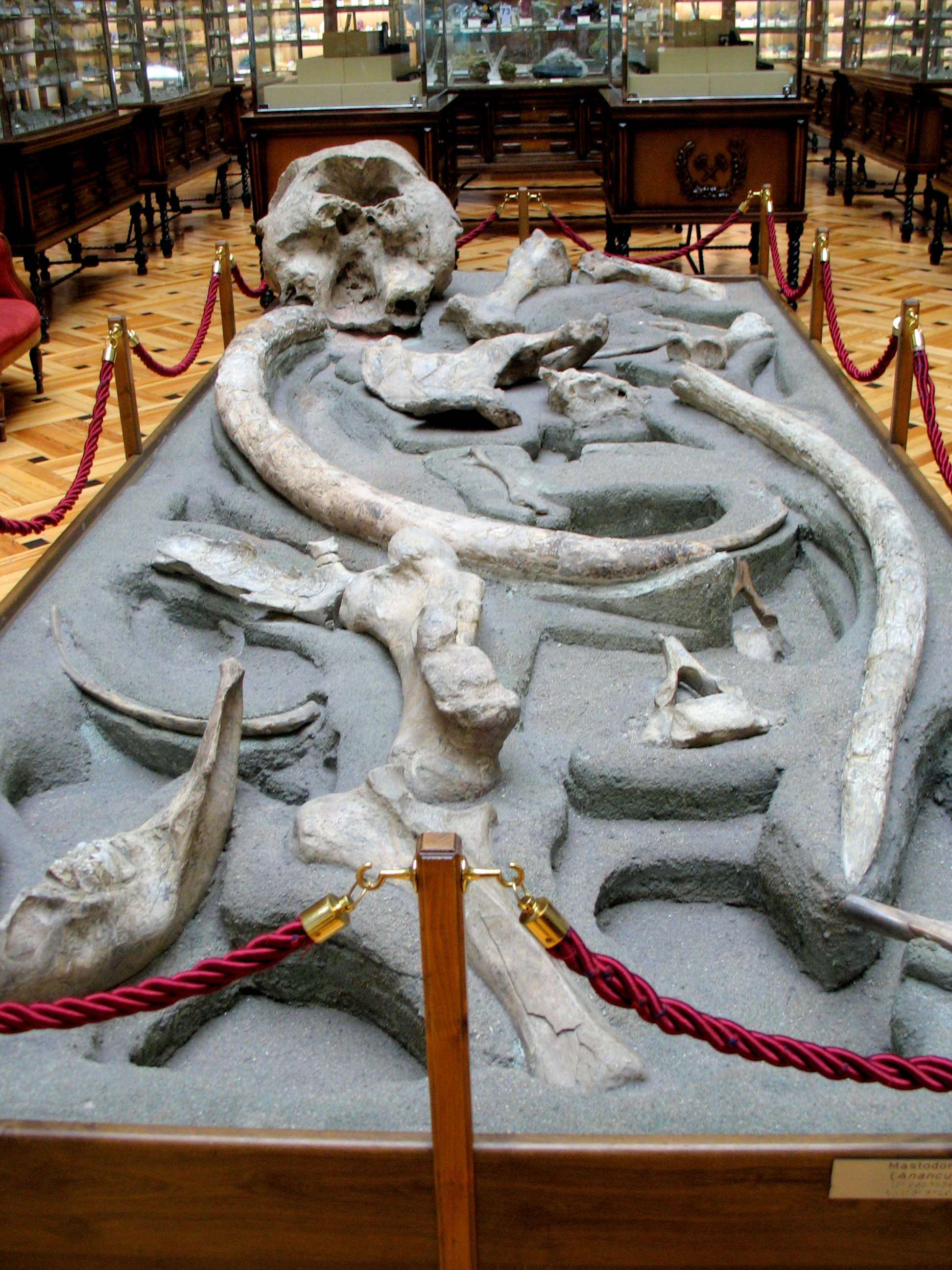
Restos de Anancus arvernensis, procedentes de Las Higueruelas, en el Museo Geominero de Madrid

- Soricomorfos: un sorícido (Crocidura kornfeldi)
- Quirópteros: un vespertiliónido (Pipistrellus sp.)
- Roedores: un puercoespín (Hystrix sp.), dos múridos (Castillomys crusafonti y Apodemus dominans)
- Carnívoros: un cánido primitivo pariente del actual perro mapache (Nyctereutes megamastoides), dos hiénidos (Chasmaporthetes lunensis y Hyaena cf. perrieri) y un félido, el guepardo gigante (Acinonyx pardinensis)
- Proboscideos: un mastodonte gonfotérido (Anancus arvernensis)
- Perisodáctilos: un équido (Hipparion rocinantis) y un rinocerótido (Stephanorhinus etruscus)
- Artiodáctilos: cuatro cérvidos (Arvernoceros ardei, Cervus cf. perrieri, Croizetocerus ramosus, Procapreolus cf. cusanus) y un bóvido (Gazella borbonica)

### Paleoecología
El yacimiento se formó en una laguna situada en un paisaje seco y abierto, caracterizado por la vegetación con quenopodiáceas y cistáceas.
La fauna dominante estaba compuesta por proboscídeos, seguidos de gacelas y équidos.

## Datación del yacimiento
En 1984, Alberdi y colaboradores, según criterios biocronológicos contrastados con dataciones radiométricas, datan el yacimiento en el Villafranquiense inferior (piso continental europeo, correlacionable con parte del Piacenziense de la escala global), más concretamente en la biozona MN16a de la zonación por mamíferos del Neógeno europeo.
Mazo realiza una revisión en 1993, confirmando las dataciones anteriores con material complementario procedente de nuevas excavaciones, y estimando además una edad radiométrica de 3 ±0,1 millones de años, basándose en la precisión bioestratigráfica aportada ahora por los roedores.
Posteriormente, en 1998, Gallardo et al. establecen una datación muy similar a esta última mediante paleomagnetismo y dataciones radiométricas en los materiales volcánicos asociados a los restos fósiles, entre 3,325 y 3,054 millones de años, subcrones 2An.1r o 2An.2r de polaridad inversa.

## Historia

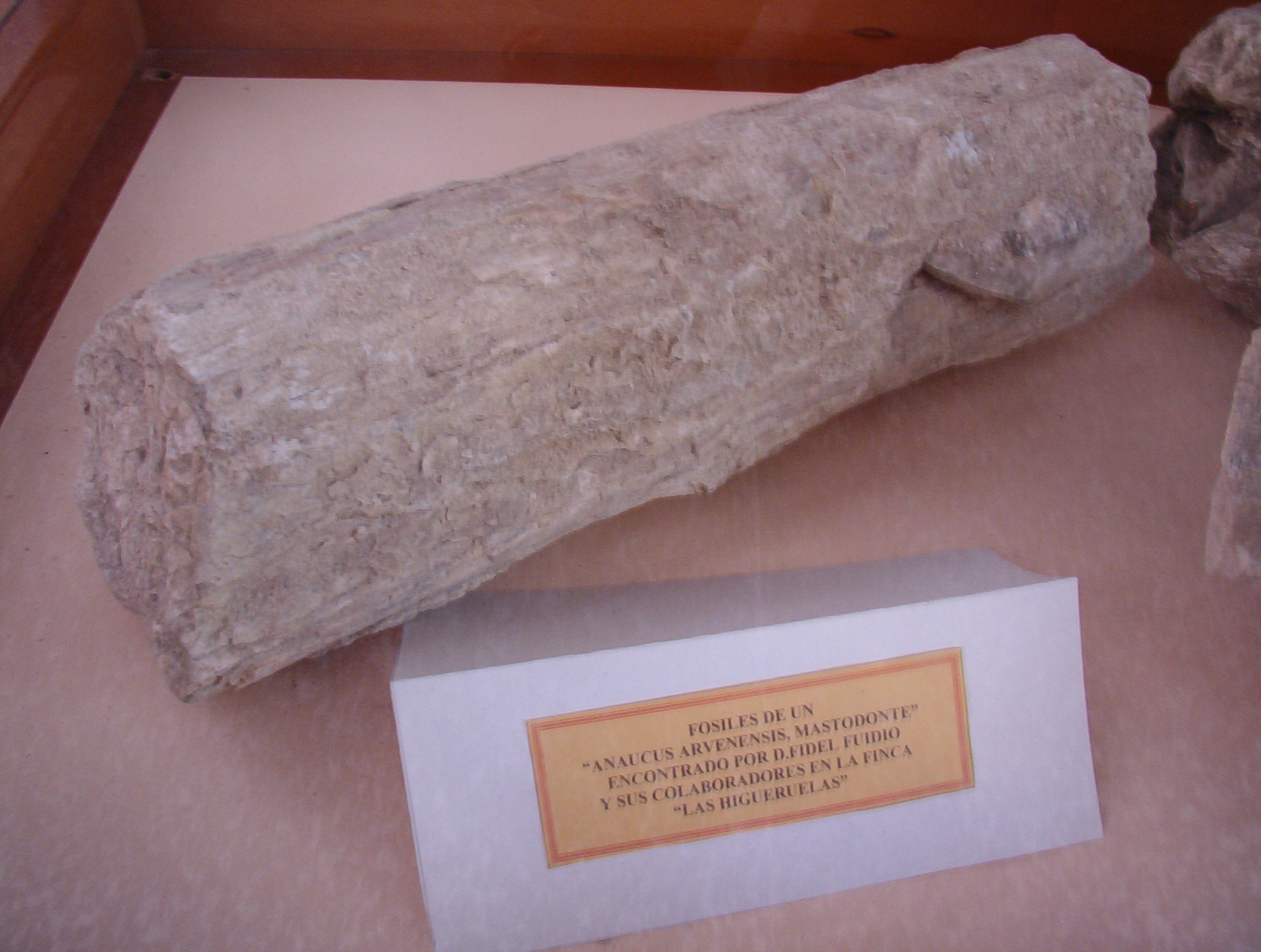
Fragmento de defensa de Anancus, uno de los fósiles recuperados por Fidel Fuidio en 1935. Conservado en el Colegio N.ª S.ª del Prado de Ciudad Real

Los primeros fósiles de Las Higueruelas fueron encontrados en 1935 por Casimiro Plaza, agricultor y propietario de la finca. Se los hizo llegar al arqueólogo y religioso marianista Fidel Fuidio, que en aquel entonces daba clases a su hijo Vicente en Ciudad Real. Fuidio visitó la finca y publicó sus primeros hallazgos en la prensa local, planteándose la excavación sistemática formal del yacimiento. El fusilamiento de Fuidio en octubre de 1936, durante la Guerra Civil, eclipsó el conocimiento del yacimiento durante décadas.
En 1971, Santiago Plaza, otro hijo de Casimiro, contactó con Eloy Molina, al que había oído en una entrevista radiofónica, un geólogo que estaba iniciando su tesis doctoral en la zona, dirigida por Emiliano Aguirre. Aguirre y Molina comenzaron las excavaciones el mismo año, uniéndose poco después al equipo el paleontólogo Eduard Boné, de la universidad de Lovaina, quien además aportó financiación de la Wenner-Gren Foundation for Anthropological Research. El material recogido en aquellas excavaciones fue restaurado en 1979 y publicado en 1980 por Mazo y colaboradores.
Las excavaciones se sucedieron hasta 1991, dirigidas por las paleontólogas del Museo Nacional de Ciencias Naturales M.ª Teresa Alberdi de 1980 a 1983, y Ana Mazo, en 1984 y de 1986 a 1991, hasta que los nuevos propietarios de la finca negaron los permisos de las excavaciones.

## Exhibición pública
Una buena parte de los restos encontrados en Las Higueruelas están expuestos en el Museo Provincial de Ciudad Real en una sala especial inaugurada en 1995, incluyendo un esqueleto montado del mastodonte Anancus arvernensis y restos de más de cincuenta animales diferentes representativos del yacimiento. En 2003 se incorporaron reconstrucciones a tamaño natural de parte de la fauna.
En el Museo Geominero de Madrid pueden verse también restos de Anancus de Las Higueruelas, incluyendo un cráneo, mandíbula y defensas.